# George Akume
George Akume, född 27 december 1953, är en nigeriansk politiker. Han var guvernör i Benue, Nigeria, från 29 maj 1999 till 29 maj 2007. Sedan 2007 är han medlem av Nigerias senat och var dess minioritetsledare från 2011 till juni  2015. År 2019 utnämndes Akume till minister i president Muhammadu Buharis regering.